# Adolf Nikolaus von Buccow

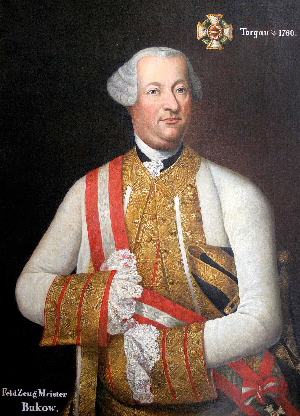
Adolf Nikolaus von Buccow, den transsylvanska militärgränsens skapare.

Adolf Nikolaus von Buccow, född den 7 januari 1712 i Mähren, död den 18 maj 1764, var en österrikisk friherre och kejserlig habsburgsk general vilken räknas som den transsylvanska militärgränsens skapare. 

## Militär karriär
Buccow utmärkte sig under det Österrikiska tronföljdskriget och blev 1745 befordrad till generalmajor. Vid Sjuårskrigets utbrott var han fältmarskalklöjtnant och blev 1758 general av kavalleriet. Under slaget vid Torgau den 3 november 1760 tog han befäl över den kejserliga armén sedan överbefälhavaren, fältmarskalk Leopold Joseph Daun sårats, men blev själv sårad och tvingades överlämna befälet. Efter att ha återhämtat sig från sina skador utnämndes han 1761 till kommenderande general i Transsylvanien av kejsarinnan Maria Theresia.

## Transsylvanska militärgränsen
Buccows första uppdrag i Transsylvanien var att organisera en transsylvansk militärgräns. I Bistrița, den  valakiska  (rumänska) befolkningen gjorde motstånd men krossades motståndet genom drastiska metoder. Den ungerska adeln var bestört och vettskrämd över att gränstruppernas officerare kunde hämtas från de livegnas led. Man ansåg att det fullständigt undergrävde den transsylvanska författningen och protesterade höglutt. Szeklerna var också ovilliga att ge upp sin privilegierade ställning och organiserade ett uppror mot militariseringen. 1764 genomförde de kejserliga trupperna ett anfall mot byn Madéfalva, där szeklernas ledare var församlade, och massakrerade ungefär 400 av byns män, kvinnor och barn och tog upprorsledarna tillfånga. Som en följd av denna massaker flydde tusentals szekler till det då turkiska lydfurstendömet Moldavien. Buccow hade dock vägrat att genomföra anfallet och avgick istället och massakern genomfördes under general József Siskovics befäl.

## Transsylvaniens underordning i det habsburgska riket
Buccows andra uppdrag var att säkerställa den kejserliga centralstyrelsens dominans över Transsylvanien. När den transsylvanska lantdagen sammanträdde 1761 för som det skulle visa sig vara sista gången, framlade han ett genomgripande förändringsförslag. Det gick ut på att den då sittande vojvoden eller gubernatorn László Kemény skulle avsättas, att guvernementsrådet skulle besättas med medlemmar från de österrikiska arvländerna och att hovkammaren i Wien skulle överta ansvaret för storfurstendömets skatter. Ominöst nog förenades dessa propositioner med ett yrkande på en totalrevivision av adelslängderna; tusentals medlemmar av den ungerska adeln förmodades sakna adelsbrev. Buccow önskade också visa att adelns privilegier endast tillkom enskilda, inte adeln som stånd. Buccows genomgripande förslag fick bara ett ljummet stöd i Wien, men vojvoden avgick och Buccow övertog i praktiken hans roll som styresman. Därigenom förenande storfurstendömets högsta militära och civila ämbete i samma person. Inga österrikiska guvernementsråd utnämndes, men kontrollen över det siebenbürgska kansliet i Wien övergick i österrikiska händer. Likaså bibehölls den siebenbürgska finanskammaren, men med en icke-transsylvansk president.